# Chaetomium floriforme
Chaetomium floriforme är en svampart som beskrevs av Gené & Guarro 1996. Chaetomium floriforme ingår i släktet Chaetomium och familjen Chaetomiaceae.   Inga underarter finns listade i Catalogue of Life.